# Camponotus figaro
Camponotus figaro é uma espécie de inseto do gênero Camponotus, pertencente à família Formicidae.